# 集成図
集成図（しゅうせいず）とは、都市の観光地、山岳地域などの主要な範囲の地形図をつなぎ合わせ、1面にまとめた地図である。なお、地籍集成図の略称として単に「集成図」と呼ばれる場合もある。

## 用途
都市集成図は、都市機能、土地利用等が表現されている。山岳集成図は、地形が見やすいように等高線とボカシの両方で表現されている。都市集成図は観光用案内図として利用でき、山岳集成図は、登山道、山小屋、水場、キャンプ場などが表示されているため、登山やハイキングなどに利用できる。